# Hypercallia citrinalis
Hypercallia citrinalis — вид лускокрилих комах родини плоских молей (Depressariidae).

## Поширення
Вид поширений в Європі, Малій Азії, на Кавказі, в Середній Азії на схід до Монголії.

## Опис
Передні крила 8-10 мм завдовжки, широкі, жовті з червоним візерунком з косих смуг і плям. Задні крила світло-сірі.

## Спосіб життя
Метелики літають в кінці червня і липні. Гусениці живуть в легкій павутині на молодих пагонах Polygala vulgaris та Polygala calcarea.